# Pronous
Pronous là một chi nhện trong họ Araneidae.